# Французький Камерун

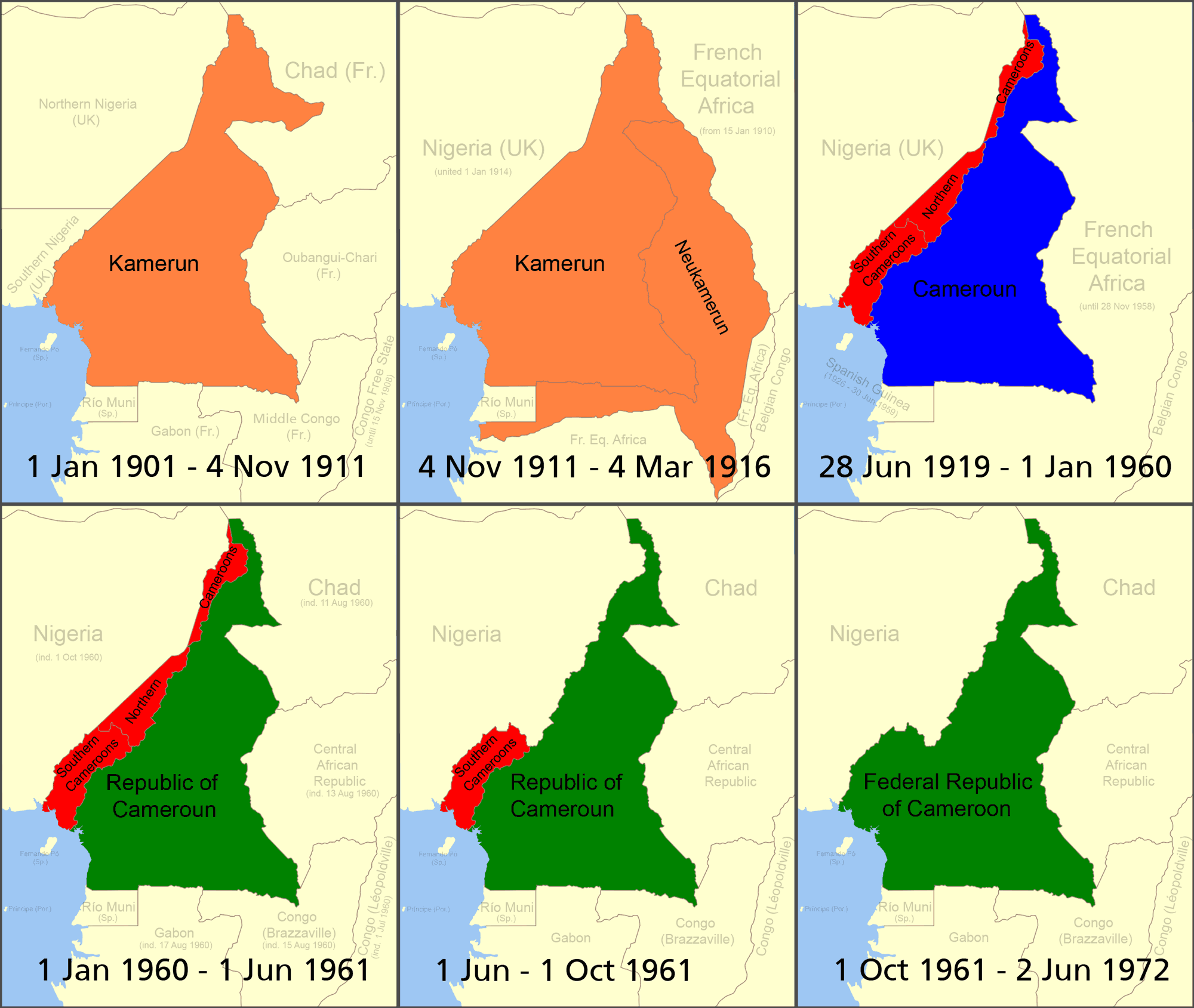
Приналежність Камеруну:
Німецький Камерун (Kamerun)
Британський Камерун(Cameroons)
Французький Камерун (Cameroun)
Республіка Камерун

Ця стаття про колишню французьку колонію. Про сучасну країну читайте Камерун.
Камеру́н (фр. Cameroun) був французькою територією через мандат Ліги Націй у Центральній Африці. В 1911 році Франція поступилася частиною своїх африканських територій, відомих як Новий Камерун (нім. Neukamerun, Середнє Конго) у результаті Агадірської кризи (англ. Agadir Crisis), також відомої як Друга Марокканська Криза (англ. Second Moroccan Crisis), ця територія отримала німецький протекторат. Під час Першої світової війни Німецький Камерун було окуповано британськими та французькими військами. Кожна з цих країн отримала в 1922 році мандат від Ліги Націй. Французький Камерун здобув незалежність у 1960 році.